# Batalla de Lautulae
La batalla de Lautulae tuvo lugar en el 315 a. C. entre los romanos, comandados por el dictador Quinto Fabio Máximo Ruliano, y los samnitas, quienes bajo las órdenes de Cayo Poncio, obtuvieron una nueva victoria.
- Datos: Q684113